# Orbilia aristata
Orbilia aristata är en svampart som tillhör divisionen sporsäcksvampar, och som först beskrevs av Josef Velenovský, och fick sitt nu gällande namn av Josef Velenovský. Orbilia aristata ingår i släktet Orbilia, och familjen vaxskålar. Arten är reproducerande i Sverige.